# Калининское сельское поселение (Тюменская область)
Калининское се́льское поселе́ние — муниципальное образование в Викуловском районе Тюменской области Российской Федерации.
Административный центр — село Калинино.

## История
Статус и границы сельского поселения установлены Законом Тюменской области от 5 ноября 2004 года № 263 «Об установлении границ муниципальных образований Тюменской области и наделении их статусом муниципального района, городского округа и сельского поселения».

## Население
| 2010 | 2011 | 2012 | 2013 | 2014 | 2015 | 2016 |
| ---- | ---- | ---- | ---- | ---- | ---- | ---- |
| 675  | →675 | ↘632 | ↘627 | ↗629 | ↘622 | ↘602 |
| 2017 | 2018 | 2019 | 2020 | 2021 |      |      |
| ↗606 | ↘585 | ↘568 | ↘562 | ↗565 |      |      |

## Состав сельского поселения
| № | Населённый пункт | Тип населённого пункта       | Население |
| - | ---------------- | ---------------------------- | --------- |
| 1 | Блиниха          | деревня                      | 1         |
| 2 | Борки            | деревня                      | 121       |
| 3 | Калинино         | село, административный центр | 489       |
| 4 | Новоникольск     | деревня                      | 10        |
| 5 | Усть-Барсук      | село                         | 54        |